# ليلى مهيدرة
ليلى مهيدرة هي كاتبة مغربية، ولدت في مدينة الصويرة بالمغرب، وهي عضوة في اتحاد كتاب المغرب، وعضو رابطة الأدب الإسلامي العالمية، ورئيسة مهرجان القصة القصيرة العربي بمدينة الصويرة المغربية. والكاتبة العامة لأصدقاء المقهى الثقافي بالصويرة، فازت بلقب «شاعرة القدس» من جمعية القدس للتمنية المقدسية. لها عدة مؤلفات ودواوين شعرية منها «وشوشات مبعثرة» و«هوس الحلم».

## مؤلفات
صدرت لها عدة أعمال أدبية منها:
- «ساق الريح»، رواية، مؤسسة الرحاب الحديثة للطباعة والنشر والتوزيع، بيروت، 2015، عدد الصفحات:94.[4]
- «وشوشات مبعثرة»، ديوان شعري، 2013. [5]
- «عيون القلب»، مجموعة قصصية، 2013.[6]
- ديوان”هوس الحلم”، منشورات الصفريوي، 2011.[7]
- مجموعة “عيون القلب” عن صافي غراف 2013.
- رائحة الموت، مؤسسة الرحاب الحديثة للطباعة والنشر والتوزيع، بيروت، 2018، عدد الصفحات:152.[8]
- «إشراقات نصوص مسابقة مليكة نجيب الأدبية للقصة القصيرة»، 2016.[9]

## نقد ودراسات عنها
- «قراءة في العتبات النصية والبنية الزمنية لرواية “رائحة الموت” لليلى مهيدرة»، رشيد أمديون، المغرب.[10]
- «التنصُّص وتناسخ المحافل في ساق الريح للكاتبة ليلى مهيدرة»، الحبيب الدائم ربي، المغرب.
- «مجموعة عيون القلب القصصية للأديبة المغربية ليلى مهيدرة واستعادة متعة الحكي»، محمد المهدي سقال، المغرب.
- «رواية ساق الريح وسؤال الذات القلقة»، فاطمة بن محمود، تونس.
- «(ساق الريح) لليلى مهيدرة مستويات النص ودلالات القراءة»، د. محمد دخيسي أبو أسامة.
- «رؤية الأنا في مرأة الذات في رواية المغربية ليلى مهيدرة ساق الريح»، سامي البدري، روائي وناقد عراقي.
- «انشطار الذات الساردة: بين الحياة والموت: قراءة في رواية «رائحة الموت» لليلى مهيدرة»، بشرى قانت.[11]
- «أسئلة الكتابة في رواية رائحة الموت لليلي مهيدرة»، ميلود عرنيبة.[12]

## جوائز
- فازت بلقب شاعرة القدس من جمعية القدس للتمنية المقدسية في 2011.
- فازت بلقب الإبداع من مجلة بصرياثا لسنتين على التوالي 2012 و2013.